# Eparchia di Muvattupuzha
L'eparchia di Muvattupuzha (in latino: Eparchia Muvattupuzhensis) è una diocesi della Chiesa cattolica siro-malankarese in India suffraganea dell'arcieparchia di Tiruvalla. Nel 2021 contava 13.550 battezzati su 1.548.700 abitanti. È retta dall'eparca Yoohanon Theodosius Kochuthundil.

## Territorio
L'eparchia estende la sua giurisdizione sui fedeli della Chiesa cattolica siro-malankarese dei distretti di Ernakulam, Thrissur e Palakkad nello stato del Kerala, e sui distretti di Coimbatore, Tirupur, Karur e Erode nello stato del Tamil Nadu.
Sede eparchiale è la città di Muvattupuzha, dove si trova la cattedrale di San Giuseppe.
Il territorio è suddiviso in 71 parrocchie.

## Storia
L'eparchia è stata eretta il 19 dicembre 2002 con la bolla Communitates terrarum di papa Giovanni Paolo II, ricavandone il territorio dall'eparchia di Tiruvalla (oggi arcieparchia).
Originariamente suffraganea dell'arcieparchia di Trivandrum, il 15 maggio 2006 è entrata a far parte della provincia ecclesiastica dell'arcieparchia di Tiruvalla.

## Cronotassi dei vescovi
Si omettono i periodi di sede vacante non superiori ai 2 anni o non storicamente accertati.
- Thomas Koorilos Chakkalapadickal (15 gennaio 2003 - 26 marzo 2007 nominato arcieparca di Tiruvalla)
- Abraham Youlios Kackanatt (18 gennaio 2008 - 11 giugno 2019 ritirato)
- Yoohanon Theodosius Kochuthundil, succeduto l'11 giugno 2019

## Statistiche
L'eparchia nel 2021 su una popolazione di 1.548.700 persone contava 13.550 battezzati, corrispondenti allo 0,9% del totale.
| anno | popolazione | popolazione | popolazione | presbiteri | presbiteri | presbiteri | presbiteri                | diaconi | religiosi | religiosi | parrocchie |
| anno | battezzati  | totale      | %           | numero     | secolari   | regolari   | battezzati per presbitero | diaconi | uomini    | donne     | parrocchie |
| ---- | ----------- | ----------- | ----------- | ---------- | ---------- | ---------- | ------------------------- | ------- | --------- | --------- | ---------- |
| 2003 | 18.200      | 6.600.000   | 0,3         | 38         | 35         | 3          | 478                       |         | 4         | 63        | 62         |
| 2004 | 11.067      | 13.883.677  | 0,1         | 41         | 39         | 2          | 269                       |         | 19        | 63        | 66         |
| 2009 | 12.640      | 15.120.000  | 0,1         | 42         | 40         | 2          | 300                       |         | 23        | 93        | 66         |
| 2013 | 14.000      | 15.958.000  | 0,1         | 62         | 48         | 14         | 225                       |         | 30        | 85        | 56         |
| 2016 | 13.600      | 16.588.000  | 0,1         | 55         | 43         | 12         | 247                       |         | 17        | 82        | 32         |
| 2019 | 13.248      | 1.516.800   | 0,9         | 54         | 48         | 6          | 245                       |         | 6         | 76        | 70         |
| 2021 | 13.550      | 1.548.700   | 0,9         | 65         | 54         | 11         | 208                       |         | 11        | 77        | 71         |